# Долина ручья Патров
Долина ручья Патров — геологический памятник природы регионального значения. Патров ручей впадает слева в реку Тагажму, напротив деревни Захарьино на территории Вытегорского района Вологодской области. Природная ценность памятника заключается в песчано-глинистых отложениях карбонового времени.

## История создания
Геологический памятник природы «Долина ручья Патров» общей площадью 20,4 га был выделен в соответствии с Решением Вологодского областного совета народных депутатов от 31.10.1983 № 602 «Об утверждении в Вытегорском районе государственных заказников и памятников природы областного значения».
На основании Постановления правительства Вологодской области от 29.05.2012 № 555 было утверждено положение об особо охраняемых природных территориях в Вытегорском районе Вологодской области, куда и вошёл данный памятник природы.

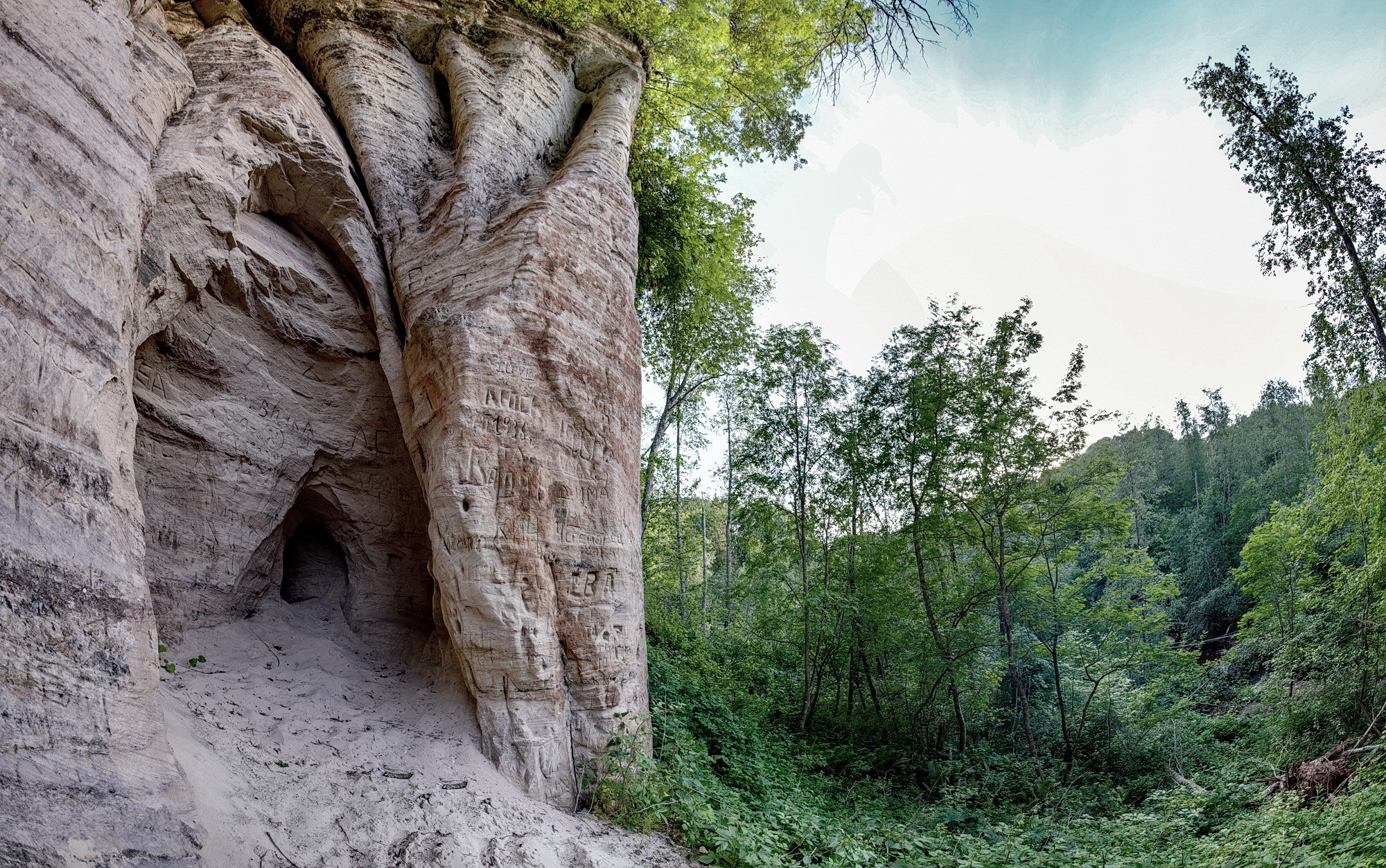
Песчаные скалы

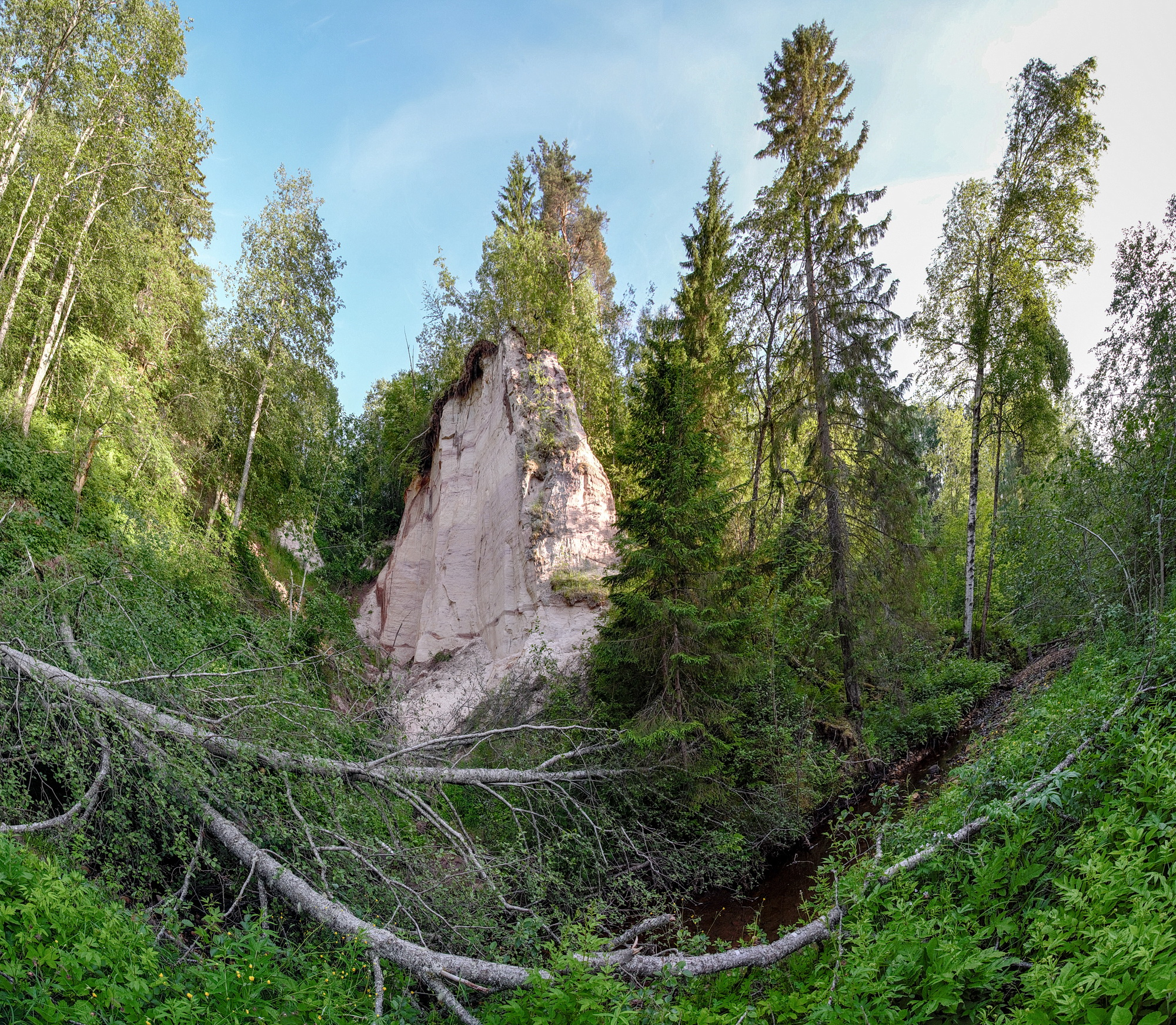
В долине

## Расположение и геология
Патров ручей впадает в реку Тагажму, напротив деревни Захарьино, немного выше устья с левой стороны. В долине ручья по склонам на поверхность выходят песчано-глинистые отложения карбонового времени.
Долина ручья имеет ширину от 50 до 100 метров, также имеет пойму, но не террасирована. Глубокий овраг скатывается в долину у деревни Патрово, мелколесье и кустарник заполонили правый склон, на левом склоне выделяется толща косослоистых песков. Длина данного оврага составляет около 50 метров, ступенчатый уступ высотой 6 — 8 метров является его вершиной. Внутреннюю часть амфитеатра смесью глины и песка заполонили оползни спускающие с вершины уступа.
Песчано-глинистые породы патровской свиты каменноугольного возраста обнаруживаются в бортах долины. Недалеко деревни Патрово обнажена толща косослоистых кварцевых песков, которая тянется на 15 метров. Выше залегают огнеупорные и красящие глины.
На срезах можно наблюдать формы ветровой дефляции — карнизы и ниши, борозды, ячейки выветривания. выветривание в этой местности происходит интенсивно, у подножия обрыва скапливается разрушенный материал, который постепенно покрывается растительностью.
С 1948 года Патровское месторождение кварцевых песков, которое можно использовать для стального и чугунного литья, числится в реестре полезных ископаемых Вытегорского района. Состав этих песков в свое время исследовался как возможный источник сырья для стекольной промышленности. Желтизна этого слоя свидетельствует об ожелезнении.
На днище долины образовался пойменный луг, встречаются кустарники и мелколесье. Склоны обросли ольхой, березой, черемухой и рябиной.

## Охрана
Задачей выделения памятника природы является сохранение обнажения пород патровской свиты нижнего карбона, а также создание условий для организованного туризма и рекреации.
Охрану памятника осуществляет департамент природных ресурсов и охраны окружающей среды Вологодской области.

## Документы
Постановление Правительства Вологодской области от 29.05.2012 г. № 555 г. Вологда. «Об утверждении положений об особо охраняемых природных территориях в Вытегорском районе Вологодской области".